# Андронікашвілі Елевтер Луарсабович
Елевтер Луарсабович Андронікашвілі (1910—1989) — радянський грузинський фізик.

## Біографія
Народився 12 (25) грудня 1910 року в Санкт-Петербурзі. Походив із дворянської грузинської сім'ї. Брат літературознавця Іраклія Андронікова. Закінчив Ленінградський політехнічний інститут в 1932 році. У 1934—1945 роках читав лекції в Тбіліському державному університеті. З 1942 року працював в Інституті фізики академії наук Грузинської РСР, з 1951 року став директором цього інституту. У 1940—1941 і потім в 1945—1948 роках він працював над докторською дисертацією в Інституті фізичних проблем в Москві, отримавши ступінь в 1948 році. З 1951 року він також був завідувачем кафедри фізики і професором Тбіліського державного університету. Дійсний член АН Грузинської РСР (з 1955 року).
Основні роботи Андронікашвілі стосуються питань квантової гідродинаміки, фізики низьких температур, фізики космічних променів, радіаційної фізики твердого тіла, ядерної техніки, біофізики і біотермодинаміки, питань надтекучості. Першим довів в результаті експерименту, в ході якого вивчалися період і загасання коливань в двох близько розташованих дисках, що в рідкому гелії II присутні стани, коли рідина бере участь у двох видах руху одночасно, першим виміряв температурну залежність в'язкості нормальної компоненти гелію II і теплоту внутрішньомолекулярного плавлення ДНК і РНК. У 1960 році вивчав вихрові хвилі в гелії II. У 1961 році створив першу в СРСР низькотемпературну петлю для опромінення речовин в ядерних реакторах при температурах, близьких до абсолютного нуля.
Помер 9 вересня 1989 року в Тбілісі.

## Нагороди та премії
- Орден Леніна (24.12.1980).
- Три ордени Трудового Червоного Прапора (3.06.1954, …, …).
- Сталінська премія третього ступеня (1952) — за експериментальні дослідження властивостей рідкого гелію-II, викладені в статтях, опублікованих в «Журналі експериментальної і теоретичної фізики» і «Колоїдному журналі» (1949—1951).
- Державна премія СРСР (1978) — за цикл робіт «Скануюча мікрокалориметрія — новий спосіб дослідження біологічних макромолекул» (1963—1977).